# Mycteroperca olfax
Mycteroperca olfax é uma espécie de peixe, endêmica do Equador, da família Serranidae.
É uma espécie vulnerável, de acordo com a IUCN.